# Papa Niccolò IV
Niccolò IV, nato Girolamo Masci (Lisciano, 30 settembre 1227 – Roma, 4 aprile 1292), è stato il 191º papa della Chiesa cattolica dal 1288 alla morte. Fu il primo pontefice appartenente all'Ordine francescano.
Sull'urna sepolcrale che contiene i suoi resti mortali è scritto Hic requiescit/Nicolaus PP Quartus/Filius Beati Francisci ("Qui riposa papa Nicolò IV, figlio di San Francesco").

## Biografia
Girolamo apparteneva alla famiglia de Maxio, o anche di Mascio, Massi, Massei, che avrebbe i suoi capostipiti nella stirpe de Lixiano, i cui domini loci, Berardo e Guglielmo, furono fideles della casa di Svevia.

### Frate francescano
Figlio di un chierico, nacque il giorno della festa di San Girolamo a Lisciano, viculus o villa a tre chilometri da Ascoli Piceno e feudo abruzzese del Regno di Napoli a sud del fiume Tronto. Non si hanno notizie circa la prima formazione di Girolamo Masci, che tuttavia potrebbe essere legata ai maestri della cattedrale di Ascoli, come sembrerebbero indicare le parole con cui lo stesso Niccolò IV accompagnò il dono del prezioso piviale (oggi esposto nella Pinacoteca civica di Ascoli Piceno) alla chiesa della cattedra vescovile.
Girolamo aderì al progetto di vita proposto da san Francesco, che aveva predicato nella città di Ascoli nel 1215, entrando nel convento Sancti Laurentii de Carpeneta e assumendo il nome di Girolamo d'Ascoli. La sua ascesa in seno all'Ordine francescano fu rapida, grazie alle sue doti morali e alla preparazione dottrinale, anche se il suo cammino di servizio fu arduo e faticoso. Dapprima predicatore di chiara fama, divenne lettore, per poi conseguire il titolo di Magister theologiae nello studio di Perugia insieme a Corrado d'Ascoli.
Nel 1272 fu inviato da Bonaventura da Bagnoregio in Dalmazia quale Ministro Provinciale di Sclavonia (una regione comprendente Dalmazia e parte dei Balcani), per poi essere, nell'autunno del medesimo anno, investito da papa Gregorio X di una delicata missione presso l'imperatore bizantino. Accanto alla questione di ripristinare l'unità con la Chiesa di Costantinopoli, molto sentita anche da Michele VIII Paleologo, il pontefice intendeva, infatti, risolvere le divergenze tra la Chiesa greca e quella latina in vista dell'apertura del Concilio di Lione, indetto per il maggio del 1274. Nel 1274 Girolamo succedette a Bonaventura da Bagnoregio nella carica di Ministro generale dell'Ordine, che tenne fino al 1279.
Il neoeletto papa Innocenzo V, nel 1276, conferì a Girolamo un nuovo incarico per rafforzare i risultati già raggiunti con l'imperatore Michele VIII e per definire le questioni liturgiche e dottrinali con il patriarca Giovanni XI Bekkos. In seguito alla precoce morte del pontefice, la missione venne invece riaffidata a due vescovi e a due domenicani. Girolamo fu inviato a Parigi (con Giovanni da Vercelli, Ministro generale dei Domenicani) per la questione della successione al trono di Castiglia e León, retto da Alfonso X. La pace risultava basilare in vista dell'auspicata crociata, secondo le indicazioni del Concilio di Lione del 1274. L'abilità diplomatica dei due inviati papali portò alla stipula di una tregua fino all'autunno del 1277.

### Cardinale
Girolamo fu inviato nuovamente a Parigi su incarico del pontefice Niccolò III, dato che la tregua non era stata rispettata, quando gli giunse la notizia della sua elezione, in data 12 marzo 1278, a cardinale presbitero di Santa Pudenziana e Patriarca latino di Costantinopoli da parte di papa Niccolò III. Papa Martino IV lo nominò nel 1281 cardinale vescovo di Palestrina.
Vacante la Sede Apostolica a seguito della morte di papa Onorio IV, nel 1287 il cardinal Masci accolse, in qualità di membro del Sacro Collegio,
il monaco di etnia uigura Rabban Bar Sauma, ambasciatore un sovrano mongolo di Persia, Arghun, e del patriarca della Chiesa d'Oriente, per trattare un'alleanza strategica tra Mongoli e Crociati, volta a fermare i musulmani Mamelucchi.
 Nell'estate del 1287 il conclave, riunito per l'elezione del nuovo pontefice, mostrò tutte le divisioni generate dalla difficile situazione in cui la Santa Sede era chiamata a muoversi. Solo il 22 febbraio 1288 il Sacro Collegio, decimato da epidemie e febbri malariche, con la presenza di sette cardinali che avevano svolto compiti delicati quali ambasciatori, considerata l'esigenza di riaffermare la libertas ecclesiae, elevava al soglio di Pietro Girolamo d'Ascoli che, dopo un reiterato rifiuto, accettò, assumendo il nome di Niccolò IV.

#### I conclavi
Il cardinale Girolamo Masci partecipò ai seguenti conclavi:
- Conclave del 1280-1281, che elesse papa Martino IV
- Conclave del 1285, che elesse papa Onorio IV
- Conclave del 1287-1288, nel quale fu eletto egli stesso.

### Il pontificato

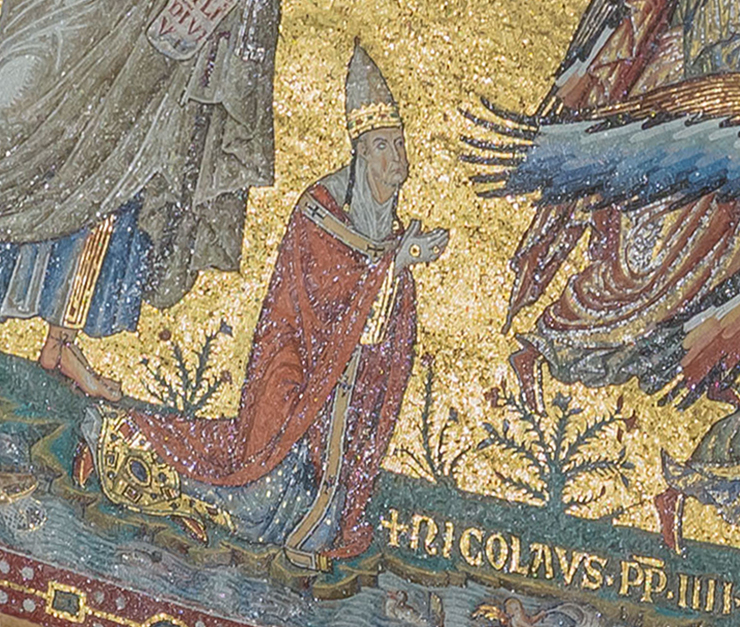
Niccolò IV, ritratto da lui stesso commissionato nel mosaico del catino absidale della basilica di Santa Maria Maggiore a Roma

Eletto papa all'unanimità il 15 febbraio 1288, dopo una vacanza del soglio pontificio di undici mesi, dapprima rifiutò, ma, eletto una seconda volta il 22 dello stesso mese, finì con l'accettare.. Egli fu il primo religioso francescano della storia a diventare papa.
Secondo l'agiografia cattolica fu «un frate pio e amante della pace, senza altre ambizioni se non il bene della Chiesa». Si dedicò con particolare zelo all'«estirpazione dell'eresia», organizzando crociate contro i «nemici della Chiesa». In politica interna intraprese una via equidistante dalle varie fazioni romane. In politica estera raggiunse importanti successi che accrebbero l'autorità e il prestigio del papato.

#### Governo della Chiesa
All'inizio del suo pontificato Niccolò IV inviò una lettera a sovrani, vescovi e abati, indicando il programma della sua azione di governo con le parole: «provvedere alla Chiesa e a un mondo gravemente turbato dalla moltiplicazione delle guerre, non differire di porre rimedio ai pericoli che minacciavano la Terra Santa, priva di ogni sostegno».
All'amico Bernardo o Berardo Berardi da Cagli, già vescovo di Osimo, e da lui creato cardinale vescovo di Palestrina (sede già prima detenuta dallo stesso Niccolò IV ai tempi del suo cardinalato), conferì l'ufficio plenae legationis, con facoltà di «sradicare, distruggere, dissipare, disperdere, edificare e piantare e fare qualsiasi cosa ad honorem Dei et prosperum statum» nel Regno di Sicilia, subito dopo la risoluzione del contrasto e l'incoronazione di Carlo d'Angiò. Al neoeletto cardinale Pietro Colonna fu assegnato il compito di paciere a Roma e ai cardinali Benedetto Caetani (futuro papa Bonifacio VIII) e Matteo Rosso Orsini nel maggio 1288 fu dato l'incarico di pacificare Perugia.
Il 18 luglio 1289 Niccolò IV emise un'importante costituzione, la bolla pontificia Coelestis altitudo del precedente 18 giugno, che garantiva ai cardinali la metà di tutte le entrate della sede di Roma, nonché una parte della gestione finanziaria, spianando la strada a quell'indipendenza del collegio dei cardinali che, nel secolo successivo, sarebbe tornata a sfavore del papato stesso.

##### Concistori per la creazione di nuovi cardinali
Durante il suo pontificato Niccolò IV creò sei cardinali in un solo concistoro.

#### Organizzazione delle crociate
Nel 1288 Niccolò IV organizzò una crociata contro il re d'Ungheria Ladislao IV, allora intento a rinforzare lo Stato ungherese con l'aiuto dei Cumani (da poco giunti nel paese), verso i quali il monarca mostrava, dal punto di vista del pontefice, una eccessiva tolleranza, essendo loro musulmani e pagani, ovvero praticanti la loro religione tradizionale animista-sciamanica. La crociata si trasformò in una guerra civile interna all'Ungheria e alla fine Ladislao IV fu assassinato.
L'intensa e spesso proficua attività diplomatica e bellica si spostò poi dall'Europa all'Asia: Niccolò IV era fermamente convinto che per difendere efficacemente la Terra Santa, su cui gravava la minaccia islamica dei Mamelucchi, fosse propedeutica la composizione dei contrasti tra le maggiori potenze cristiane. Per tale motivo il suo primo anno di pontificato fu incentrato a sanare le divergenze, quando non anche gli accesi contrasti, fra i maggiori monarchi cristiani. Alcuni errori dei pontefici precedenti, dovuti a scarso realismo (come quello di Martino IV, che aveva scomunicato l'imperatore bizantino), non si dovevano ripetere.
Nel maggio 1289 Niccolò IV incoronò Carlo II re di Napoli e Sicilia, dopo che questi aveva riconosciuto espressamente la sovranità papale, e, nel febbraio del 1291, concluse un trattato con Alfonso III d'Aragona e Filippo IV di Francia che puntava all'espulsione di Giacomo II d'Aragona dalla Sicilia. La perdita di Tripoli di Libano nel 1289 confermò agli occhi del papa l'urgenza di un intervento militare in Terra Santa.
Per la crociata occorreva motivare le persone e reperire i mezzi necessari. Per tale motivo, instancabilmente, si rivolse ai monarchi, ai patriarchi e ai responsabili degli ordini cavallereschi templari, gerosolomitani e teutonici. Il 1290 reca il segno della propaganda per la crociata in Terra Santa attraverso l'esortazione rivolta a tutti i fedeli ad suscipiendum Crucis signum. Per la predicazione il pontefice si affidò ai Francescani e ai Domenicani di Lombardia e della provincia romana, nonché agli Agostiniani, mentre al patriarca di Gerusalemme fu domandato di predicare la Croce nelle terre a lui soggette. Nella Marca anconitana la predicazione ebbe notevole successo, tanto che la sola Camerino (al cui vescovo il pontefice inviò poi una lettera di encomio) arruolò ben 400 crocesignati.
Di fronte però alla scarsezza dei mezzi finanziari, Niccolò IV si attivò con forza, cercando di coinvolgere le città di San Giovanni d'Acri, capitale del Regno di Gerusalemme, Tiro e Ciro, del Gran Maestro dei Templari, dei Cavalieri Ospitalieri e dell'Ordine teutonico, dei Consoli di Pisa e del Baiuolo di Venezia. Rimaneva ferma, invece, la posizione contraria del re di Francia Filippo IV, ma il pontefice trovò comunque l'adesione di Edoardo I d'Inghilterra, che promise di partire il 24 giugno, giorno di San Giovanni.
Il 5 aprile 1291, però, San Giovanni d'Acri fu cinta d'assedio dai Mamelucchi. Il 15 maggio fu assalita e tre giorni dopo giunse la notizia della sua capitolazione. Dopo il forte sconforto iniziale del fallimento di un progetto accarezzato per anni, Niccolò IV tornò a rielaborare l'idea della crociata, traendo insegnamento dagli errori. Insieme ai rinnovati contatti con Filippo il Bello, cui sottopose l'idea di unificare gli ordini cavallereschi, egli avviò una febbrile attività per coinvolgere Balcani, Armenia, Marocco, Africa, Tartari e persino la Cina. A tale scopo furono mandati predicatori, tra i quali il famoso francescano Giovanni da Montecorvino, a operare fra i bulgari, i tartari e i cinesi. Mentre le lettere del pontefice erano accolte in tutto l'Oriente con benevolenza, le asprezze giungevano proprio dall'Europa cristiana: l'animosità e i conflitti d'interesse fecero infine naufragare il grande progetto papale, e la crociata non partì mai.

#### Governo dello Stato Pontificio
Niccolò IV fu nominato dai romani "Senatore di Roma a vita", ma lasciò subito la carica, nominando senatori prima Orso Orsini e poi Bertoldo Orsini. Appoggiatosi inizialmente a questa famiglia romana e accortosi che essa non riusciva a mantenere l'ordine nella città, dilaniata da continue lotte tra fazioni, si affidò ai Colonna. Tra i suoi primi atti di governo vi fu quello di trasferire la sede della Curia da Roma a Rieti. Attraverso altri provvedimenti privilegiò e incentivò il traffico lungo la via Flaminia, la strada che assicurava a Roma i collegamenti più veloci verso il nord e che peraltro era sempre transitabile anche in inverno.
Niccolò IV mostrò un interesse misurato verso la Marca anconitana, sua terra d'origine. Fra i primi atti del suo governo, il 25 giugno 1288 annetté Urbino, con il suo comitato e diocesi, alla Marca, e due giorni dopo nominò Giovanni Colonna come Rettore della Marca; il papa era particolarmente legato alla famiglia romana dei Colonna, tanto che la satira del tempo lo raffigurava racchiuso entro una colonna. Inoltre, nel 1289, avviò la ricostruzione della città di Cagli secondo un progetto urbano estremamente innovativo per i tempi e probabilmente ideato da Arnolfo di Cambio.

#### Opere artistiche e culturali
Niccolò IV fu uno dei protagonisti della cultura medioevale. Al suo nome infatti si associano lo studium di Cambridge, le Università degli Studi di Montpellier, di Gray, di Ascoli e di Macerata, la benedizione della prima pietra e fondazione del duomo di Orvieto il 13 novembre 1290 e gli interventi di restauro delle basiliche di San Giovanni in Laterano e di Santa Maria Maggiore, nel quadro di un progetto volto ad adeguare la liturgia e l'iconografia mariana occidentale a quella orientale, nella indomita speranza della riunificazione delle due Chiese.
Per Niccolò IV lavorarono artisti quali Arnolfo di Cambio, Pietro Cavallini e Iacopo Torriti. Al suo pontificato è legata, secondo vari studiosi quali Bellosi, Brandi e Nicholson, la committenza a Cimabue e altri pittori romani della decorazione della basilica superiore di San Francesco ad Assisi, testimonianza del favore goduto da quel luogo presso di lui. Come primo papa francescano, Niccolò IV commissionò nel 1292 il primo presepe in marmo ad Arnolfo di Cambio per la basilica di Santa Maria Maggiore a Roma e all'orafo Guccio di Mannaia il calice in oro, argento dorato e smalti traslucidi, vero capolavoro dell'oreficeria italiana, quale omaggio alla basilica assisiate.

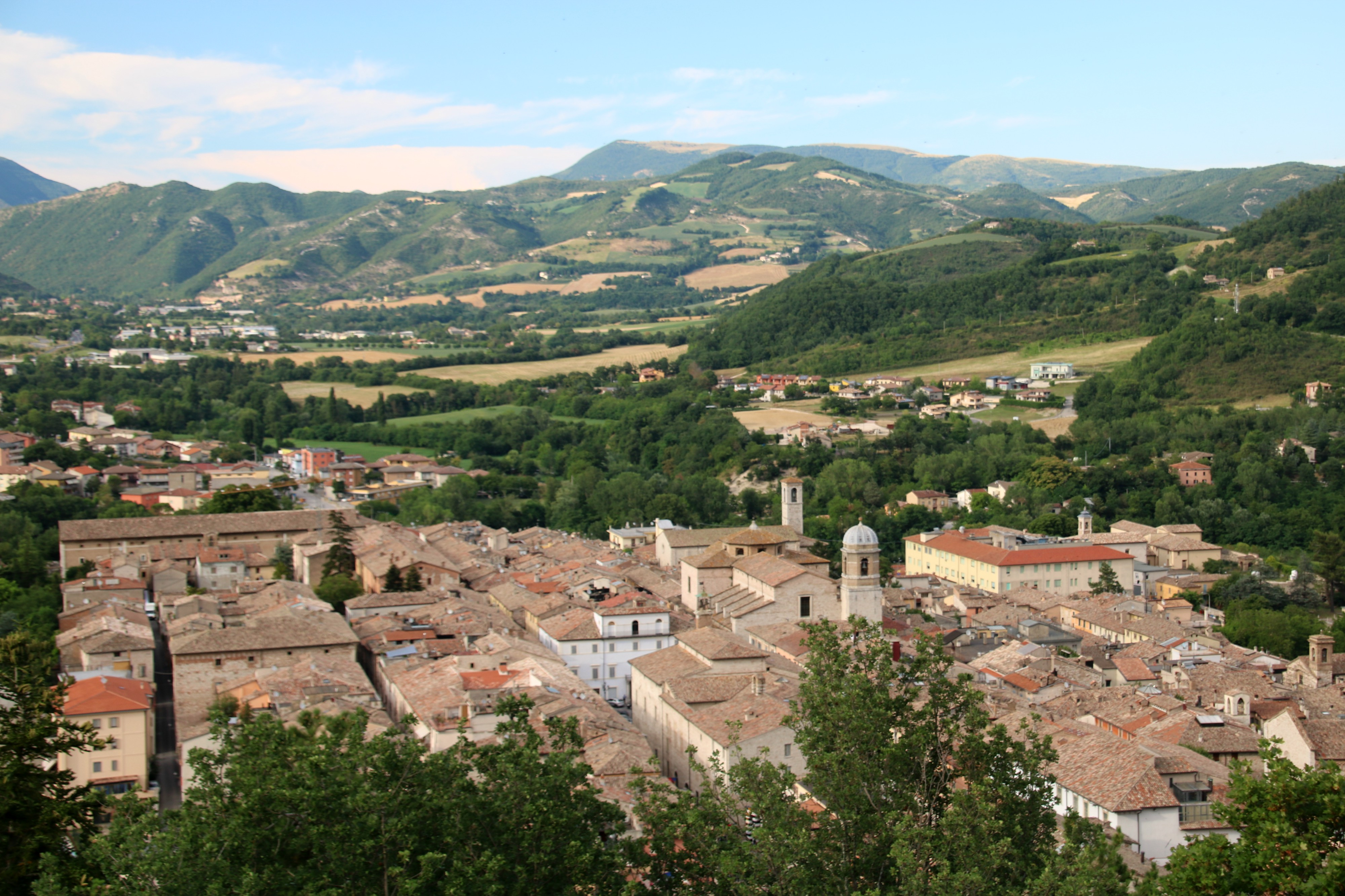
Veduta della ricostruita città di Cagli

L'intervento più importante di Niccolò IV nel campo delle arti fu la ricostruzione della città di Cagli, non distante da Urbino, che era stata distrutta dal fuoco appiccato dai ghibellini nel settembre del 1287 mentre tentavano di conquistare il governo del libero comune a guida guelfa e venne rifondata il 9 febbraio 1289 con il nuovo nome di Sant'Angelo Papale (mai impostosi). Nonostante i molteplici e pressanti impegni politici, l'attenzione del pontefice verso questo progetto fu quanto mai forte: egli, con sue bolle emanate dalla basilica di Santa Maria Maggiore, non esitò a entrare anche nei dettagli della ricostruzione d'imperio, impartendo al rettore Colonna direttive spesso minuziose. Per disegnare l'impianto della nuova città, il pontefice, stando all'attribuzione della Scoccianti, avrebbe chiamato Arnolfo di Cambio, il quale disegnò una maglia viaria regolare, utilizzando alcune soluzioni tratte dalle bastides francesi, soluzioni che, si ipotizza, avrebbero poi ispirato Leon Battista Alberti. Questo nuovo e avanzato progetto urbanistico, inoltre, inglobava nel tessuto urbano i monumenti sopravvissuti alla devastazione del 1287, inclusa la chiesa di San Francesco (la più antica chiesa francescana delle Marche) che nel 1234 era stata costruita extra-muros. La città risultante, coi suoi viali regolari fiancheggiati da edifici ordinati, potrebbe essere stata l'ispirazione per la tavola della Città ideale nella Galleria nazionale delle Marche, dipinta due secoli dopo.
Niccolò morì il 4 aprile 1292 nel palazzo che aveva fatto costruire a fianco della basilica di Santa Maria Maggiore, ove è raffigurato, implorante, nel mosaico del catino absidale ai piedi della Madonna. Nella stessa basilica vi è pure il suo monumento funebre che ne sormonta la tomba, realizzato circa tre secoli dopo da Domenico Fontana.

## Successione apostolica
La successione apostolica è:
- Patriarca Nicolas de Hannapes, O.P. (1288)
- Vescovo Matthew de Crambeth (1288)
- Vescovo Ildebrandino Guidi di Romena (1289)
- Arcivescovo Gerhard von Eppenstein (1289)
- Arcivescovo Bohemond von Warnesberg (1289)
- Vescovo Filippo dei Bonacolsi, O.F.M. (1289)
- Cardinale Pierre de la Chapelle Taillefer (1291)